# Premio Christiane Reimann
El Premio Christiane Reimann es un premio otorgado cada cuatro años por el Consejo Internacional de Enfermeras a una o varias personas que hayan tenido una repercusión significativa en la profesión de enfermería a nivel internacional, o a través de la profesión de enfermería en beneficio de la humanidad. Es el galardón más importante en el campo de la Enfermería y puede ganar el premio cualquier persona independientemente de su nacionalidad.
Se otorgó por primera vez en 1985, siendo la estadounidense Virginia Henderson la primera galardonada. En 2001, el premio quedó vacante; en 2009 fue galardonado Máximo González Jurado, siendo el primer hombre en conseguirlo.
Lleva el nombre de Christiane Reimann, primera enfermera ejecutiva del CIE remunerada a tiempo completo, quien testó sus bienes para la creación del premio.

## Galardonados
Virginia Henderson fue la primera galardonada.

## Premiados
| Año  | País                                                 | Nombres                    |
| ---- | ---------------------------------------------------- | -------------------------- |
| 1985 | Bandera de Estados Unidos                            | Virginia Henderson         |
| 1989 | Bandera de Barbados                                  | Nita Barrow                |
| 1993 | Bandera del Reino Unido                              | Sheila Quinn               |
| 1997 | Bandera de Corea del Sur · Bandera de Estados Unidos | Mo-Im Kim Hildegard Peplau |
| 2001 |                                                      | Desierto                   |
| 2005 | Bandera de Estados Unidos                            | Margretta Madden Styles    |
| 2009 | Bandera de España                                    | Máximo González Jurado     |
| 2013 | Bandera de Dinamarca                                 | Kirsten Stallknecht        |
| 2017 | Bandera de Botsuana · Bandera de Estados Unidos      | Sheila Tlou Linda Aiken    |
| 2021 | Bandera de Taiwán                                    | Sheuan Lee                 |